# داوید اوتئو
داوید اوتئو (اسپانیایی: David Oteo‎؛ زادهٔ ۲۷ ژوئیهٔ ۱۹۷۳) بازیکن سابق و مربی فوتبال اهل مکزیک است.
از باشگاه‌هایی که در آن بازی کرده‌است می‌توان به باشگاه فوتبال اونیورسیداد ناسیونال، باشگاه فوتبال آتلانتی، باشگاه فوتبال دپورتیوو تولوکا، و باشگاه فوتبال تیگرس اونال اشاره کرد.
وی همچنین در تیم ملی فوتبال مکزیک بازی کرده‌است.